# Хипарх
 Тази статия е за никейския учен.  За атинския тиран вижте Хипарх (тиран).  
Хипарх Никейски (на старогръцки: Ἳππαρχος) е древногръцки астроном, географ и математик от II век пр.н.е., често сочен като най-великия античен астроном. За главна негова заслуга се счита, че внася в гръцките геометрически модели за движенията на небесните тела предсказателната точност на астрономите от Древен Вавилон. Хипарх прави и първото систематично (макар и неточно) определяне на звездната величина.

## Биография
Хипарх е роден около 190 г. пр.н.е. в Никея (днес Изник, Турция). Голяма част от живота си работи на остров Родос, където вероятно и умира. Предполага се, че е бил в контакти с астрономи от Александрия и Вавилон, но е неизвестно, дали е посещавал техните научни центрове лично.
Относно Хипарх основен източник е трудът на Птолемей „Алмагест“. Птолемей оставя следната характеристика за Хипарх: „трудолюбив мъж и поклонник на истината“. От собствените съчинения на Хипарх до нас е достигнало само едно — критически коментар на популярната астрономическа поема „Небесни явления“ на Арат от Соли.